# 白兰 (活动家)
白兰（英語：Rose Lan Pak，1947年11月25日—2016年9月18日） 是美国加利福尼亚州旧金山市的一名女性政治活动家。白兰因其对唐人街社区的支持以及对旧金山城市政治的影响力而闻名。 白兰曾担任旧金山中华商会（San Francisco Chinese Chamber of Commerce）顾问和旧金山中国春节大游行的组织者。 尽管白兰从未出任过任何旧金山市的民选官职，但是众所周知的是，她与旧金山市政府内的重要人物有着密切且直接的关系。白兰为政治家们募款并促进他们与亚裔社区的联系以帮助他们获选。

## 早年经历
白兰于1947年11月27日出生于中国河南省。 白兰的父亲是一名商人，死于中国内战；因此成为难民的她辗转流落于香港和澳门，并在这里接受了天主教教育。 当她17岁时，她获得了奖学金而前往旧金山女子学院求学；后于1972年进入哥伦比亚大学新闻学院并获得硕士学位。 在为《纽约时报》工作了一段时间之后， 她前往《旧金山纪事报》工作并成为该报首位亚裔女性记者。 在工作八年之后，她成为一名全职的政治活动家。

## 政治生涯
白兰作为政治活动家的第一个目标是组织一场拯救美国三藩市东华医院免遭关闭的运动。 她为此奋斗了几十年，只在以一栋更新的现代建筑来取代东华医院；同时她还倡议兴建旨在加强唐人街与旧金山湾区其他地区联系的中央地铁项目。 这两个项目于2013年开始动工。
白兰是阿特·阿格诺斯（1988年至1992年任旧金山市市长）的支持者，但是反对他拆除滨海高速公路倡议，因为白兰认为如果拆除这条高速公路将会导致唐人街地区失去快速的跨区联络道路。 她在1987年赢得了有关这个问题的投票决议，但是在1989年洛马普里塔地震中，这条高速公路被摧毁了。 根据《旧金山纪事报》的报道，为了补偿唐人街社区在道路损毁中的损失，白兰“几乎是单枪匹马地说服该市建造”价值15亿美元的中央地铁项目。
2011年，白兰帮助提名李孟贤成为旧金山市第一位亚裔市长。 白兰说：“现在终于是让一位华裔市长来管理大城市的时刻了！”
2015年，白兰和她的盟友李孟贤在选择旧金山监督委员会人选的提名上有所争执，李孟贤最后选择朱莉·克里斯坦森来取代白兰的得意门生吴心维（Cindy Wu），这导致双方心生隔阂。
 白兰转而在第三区选举上支持自己的长期对手艾伦·佩斯金。 朱莉·克里斯坦森使用英文的wormhole（来源于相对论，表示时空转换隧道）来描述连接中国城和联合广场的士德顿街隧道，但白兰扭曲wormhole的意思为虫住的洞，大肆宣扬克里斯坦森贬低华人社区，并成功的导致佩斯金获得足够的中国城选票。 艾伦·佩斯金最后击败了朱莉·克里斯坦森。作为回报，艾伦·佩斯金提出更改旧金山中国城地铁站名为白兰地铁站，但因遭到中国城市民（尤其是法轮功练习者）的强烈反对。 
在2016年她去世前不久，她还强烈反对拆除唐人街社区外联合广场地区市德顿街部分路段变成步行区的做法。白兰认为市德顿街是唐人街文化的一个重要组成部分，她威胁，如果这个提议获得通过，她将组织上千辆车来封锁市政大厅。

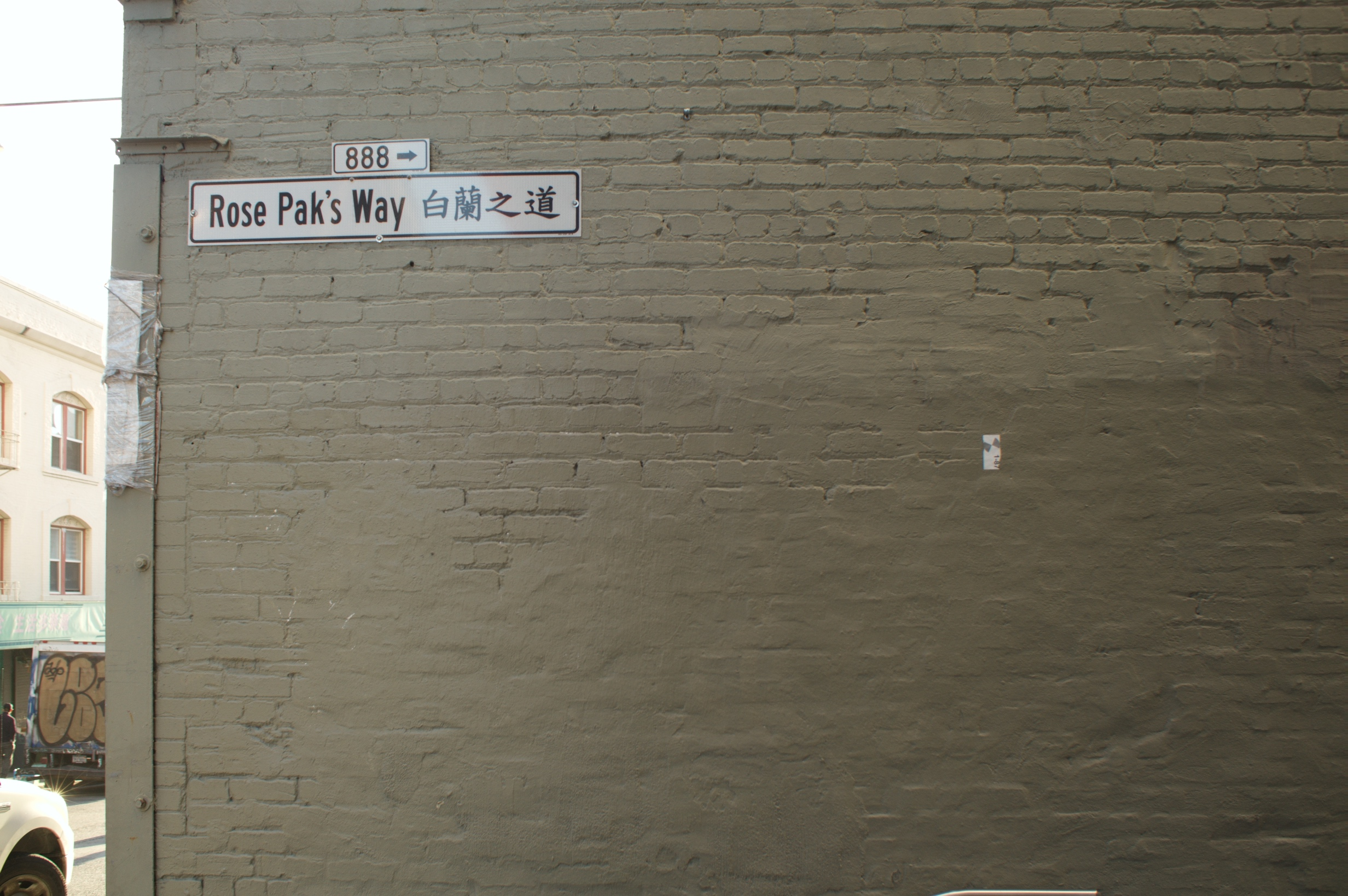
东华医院旁的“白兰之道”。

在2016年4月东华医院重新开放的那天，旧金山市为了表彰白兰而将医院新塔东边靠近唐人街的小巷命名为“白兰之道”（Rose Pak's Way）。
2016年5月，白兰从中国返回旧金山。由于接受了肾脏移植手术，她在中国长期住院了一段时间。她向唐人街元老、当地政客及政府官员宣布她已经恢复了健康。
2016年9月18日，白兰逝世于旧金山市，享年68岁。 白兰终身未嫁，也没有任何子女。 由于她的姐姐白玫和妹妹白燕为争她的数百万遗产发生争执，她的遗体死后三个月之后才入土。

### 对中华人民共和国政府和中国共产党的态度
白兰是中国海外交流协会的常务理事， 该协会接受中华人民共和国国务院侨务办公室的领导。 在不同的时期，白兰都表达过对中国政府政策的支持。例如：在2012年的钓鱼岛冲突中，她号召“所有海外华人”“捍卫祖国”；2008年，当旧金山监督委员会就天安门事件及中国政府的其他镇压事件在北京夏季奥运会火炬传递至旧金山市当日通过批评决议时，白兰对此表示了反对。
白兰对于旧金山的法轮功持批评态度，并在2004年禁止该组织参与旧金山市年度的中国春节大游行活动。 该组织及其他人士，例如旧金山监督委员会成员及反共人士代表查理斯·戴利都宣称白兰与中国共产党有联系。 但是这一说法遭到了白兰的否认。